# Kristina Erman
Kristina Erman, slovenska nogometašica, * 28. junij 1993.
Od leta 2015 igra za nizozemski klub FC Twente.

## Dosežki
Torres
podprvakinja
- Serie A: 2013–14
- Italijanski pokal: 2013–14

ŽNK Krka
prvakinja
- Slovenska ženska nogometna liga: 2010–11